# گمینا یابوونگ
گمینا یابوونگ (به لهستانی:  Gmina Jabłoń) یک گمینا در لهستان است که در شهرستان پارچف واقع شده‌است. گمینا یابوونگ ۱۱۰٫۹۸ کیلومتر مربع مساحت و ۳٬۹۲۸ نفر جمعیت دارد.